# Palamuse kommun
Palamuse vald är en kommun i Estland.   Den ligger i landskapet Jõgevamaa, i den centrala delen av landet, 130 km sydost om huvudstaden Tallinn.
Följande samhällen finns i Palamuse vald:
- Palamuse
- Luua
- Kaarepere
- Pikkjärve
- Kudina
- Visusti